# Andover Township (New Jersey)
Pour les articles homonymes, voir Andover Township et Andover.
Andover Township est un township du comté de Sussex, dans le New Jersey, aux États-Unis.